# Hassi Abdallah
Hassi Abdallah este o comună din departamentul Tintane, Regiunea Hodh El Gharbi, Mauritania, cu o populație de 3.210 locuitori.